# Gnephosis
 Gnephosis  Cass., 1820 è un genere di piante angiosperme dicotiledoni della famiglia delle Asteraceae (sottofamiglia Asteroideae, tribù Gnaphalieae e sottotribù Gnaphaliinae).

## Etimologia
Il nome scientifico del genere è stato definito dal botanico Alexandre Henri Gabriel de Cassini (1781-1832) nella pubblicazione " Bulletin des Sciences, par la Société Philomatique" (Bull. Sci. Soc. Philom. Paris 1820: 43) del 1820.

## Descrizione

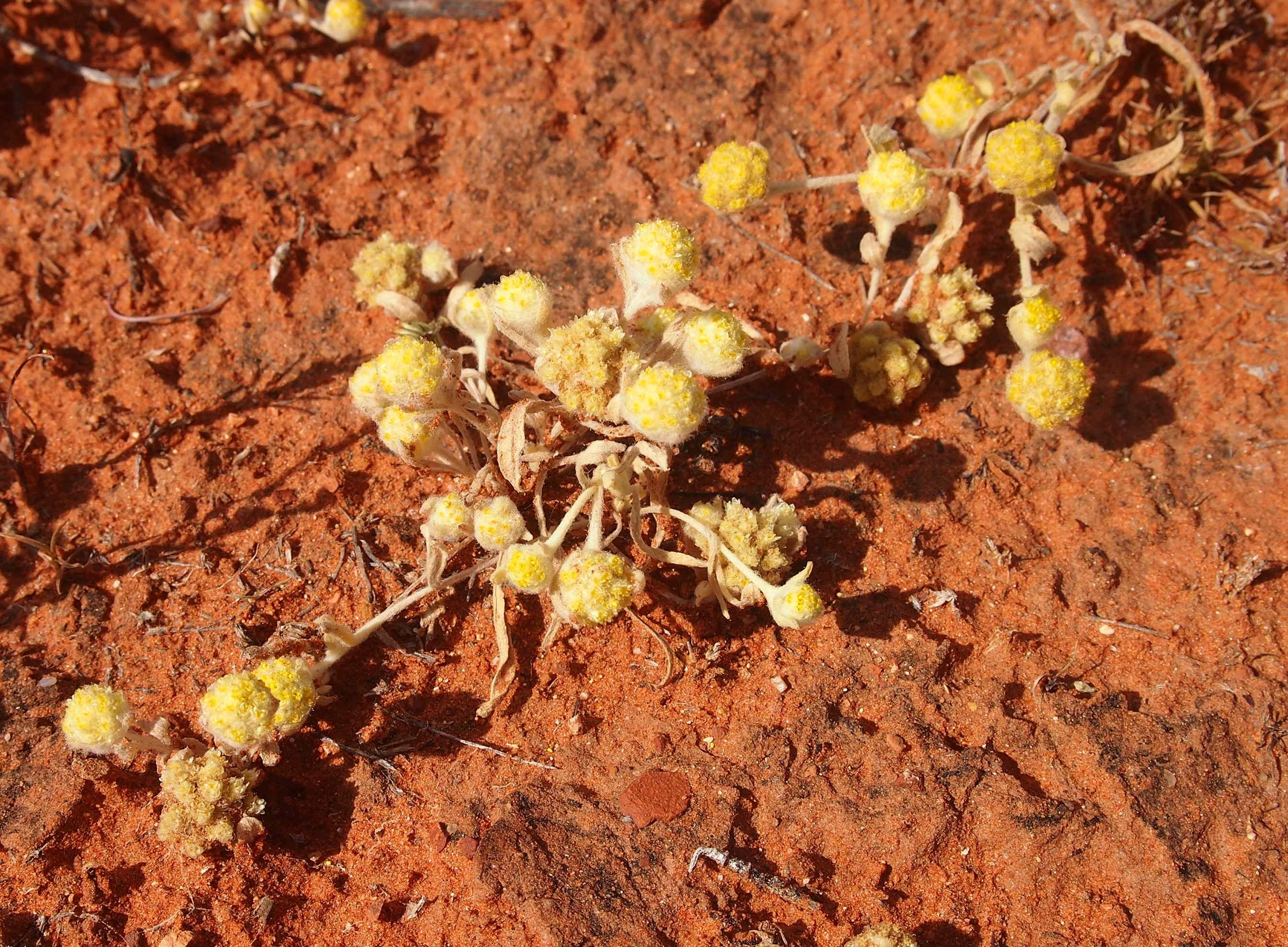
Il portamento
Gnephosis eriocarpa

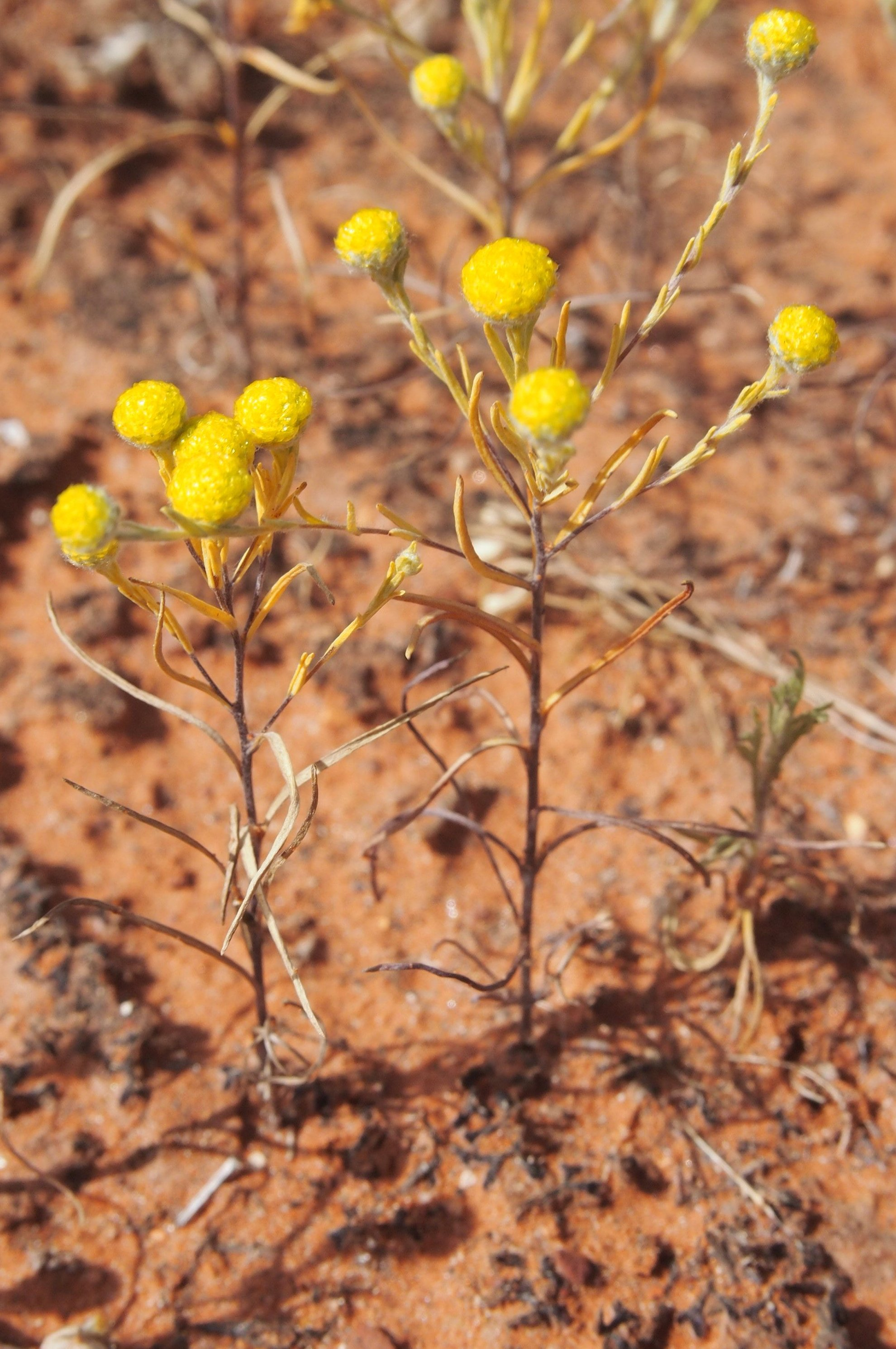
Le foglie
Gnephosis arachnoides

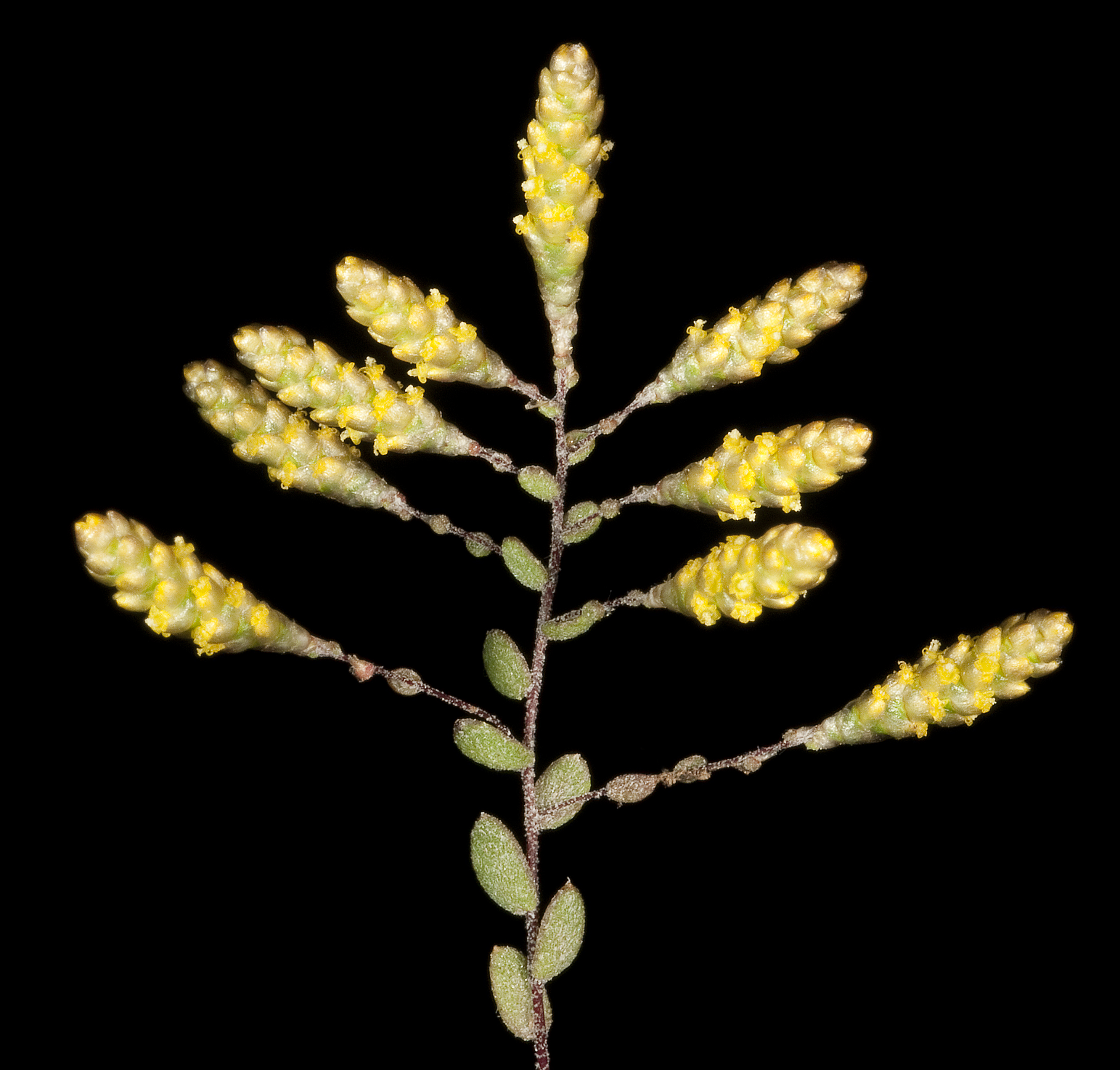
Infiorescenza
Gnephosis tenuissima

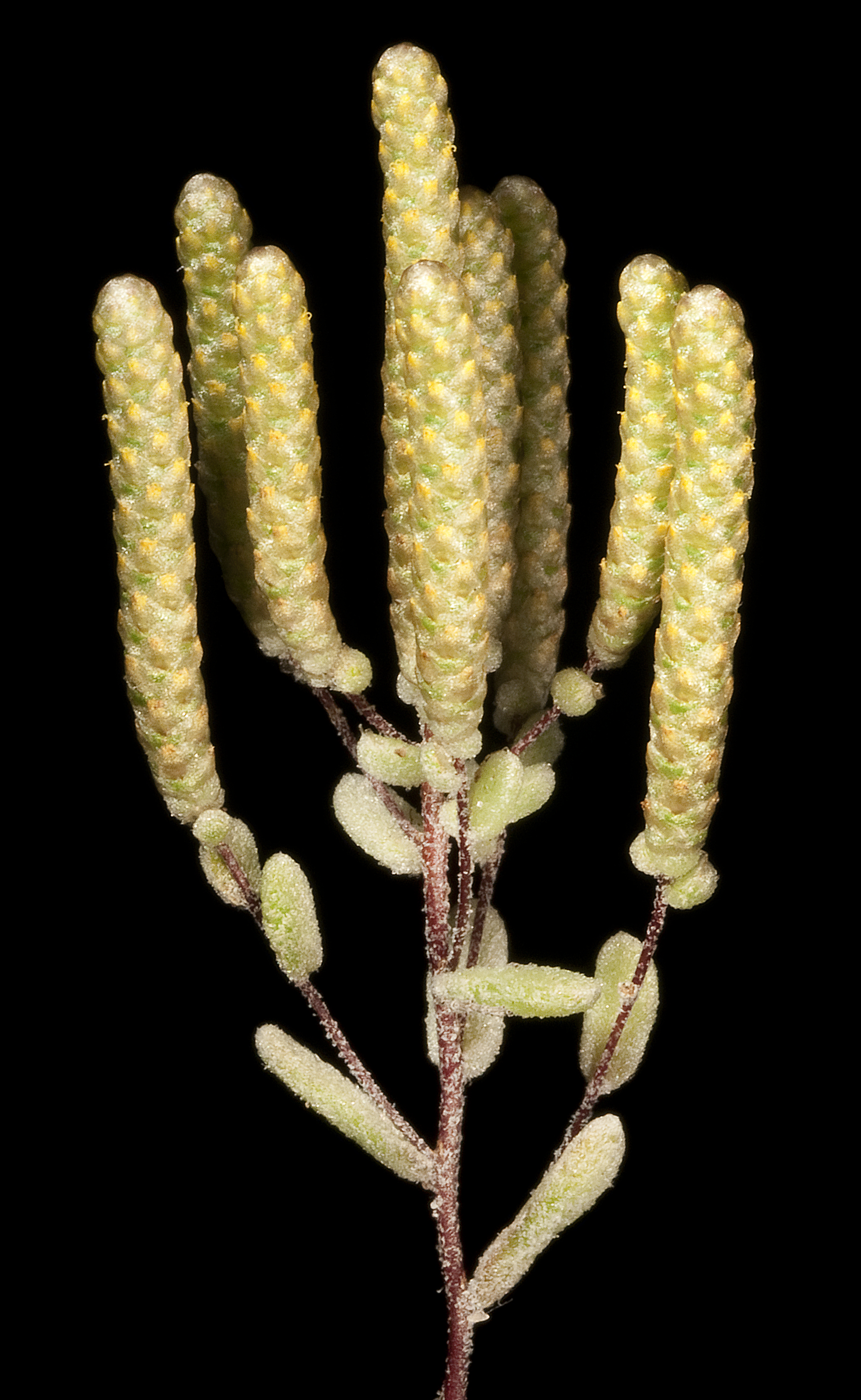
I fiori
Gnephosis drummondii

Portamento. Le specie di questo gruppo hanno un habitus di tipo erbaceo annuale. I cauli di queste piante sono provvisti del floema, ma non di canali resiniferi; mentre i sesquiterpeni lattoni sono normalmente assenti (piante senza lattice).
Fusto. La parte aerea in genere è eretta o ascendente, semplice o ramosa. Possono essere presenti dei peli squamosi ghiandolosi.
Foglie. Le foglie sono disposte in modo opposto alla base e alternate sopra e sono quasi sempre sessili. La lamina è intera e piatta con forme generalmente strette; i margini sono continui a volte revoluti. La superficie è tomentosa o lanosa su entrambe le superfici.
Infiorescenza. Le sinflorescenze sono composte da 10 - 300 capolini raccolti in formazioni secondarie allungate. Le infiorescenze vere e proprie sono formate da un capolino terminale di tipo disciforme sottesi da una brattea ialina. I capolini sono formati da un involucro, con forme da ellissoidi strette a cilindriche oblunghe, composto da 2 - 12 brattee, al cui interno un ricettacolo fa da base ai fiori. Le brattee, glabre o pelose a consistenza cartacea e colorate di giallo, sono disposte in modo più o meno embricato su più serie e possono essere connate alla base (strati di stereoma indiviso);  talora possono avere un margine ialino. Il ricettacolo è senza pagliette a protezione della base dei fiori; la forma è conica.
Fiori.  I fiori (da 1 a 16) sono tetra-ciclici (formati cioè da 4 verticilli: calice – corolla – androceo – gineceo) e pentameri (calice e corolla formati da 5 elementi). Sono inoltre tubulosi, attinomorfi e si distinguono in:
- fiori del disco esterni: sono assenti;
- fiori del disco centrali: sono ermafroditi e tubulosi.

In questo gruppo di piante i fiori radiati (ligulati o del raggio) sono assenti; a volte sono confusi con i fiori femminili (tubulosi) del disco esterno più o meno sub-zigomorfi con un lembo piatto e possono essere interpretati come fiori del raggio.
- Formula fiorale:

*/x K {\displaystyle \infty }, [C (5), A (5)], G 2 (infero), achenio
- Calice: i sepali del calice sono ridotti ad una coroncina di squame.
- Corolla: la forma della corolla normalmente è tubolare con 3 - 5 denti. I colori della corolla sono giallo e varietà.
- Androceo: l'androceo è formato da 5 stami sorretti da filamenti generalmente liberi; gli stami sono connati e formano un manicotto circondante lo stilo; le teche (produttrici del polline) sono prive di sperone, ma hanno la coda (una sola); le appendici apicali delle antere hanno delle forme concave; il tessuto endoteciale (rivestimento interno dell'antera) è quasi sempre polarizzato (con due superfici distinte: una verso l'esterno e una verso l'interno). Il polline è di tipo echinato (con punte sporgenti) a forma sferica è formato inoltre da due strati di ectesine, mentre lo strato basale è spesso e regolarmente perforato (tipo “gnafaloide”).[6]
- Gineceo: l'ovario è infero uniloculare formato da 2 carpelli. Lo stilo (il recettore del polline) è intero o biforcato con due stigmi nella parte apicale. Gli stigmi hanno una forma variabile da subtroncata a ottusa; possono essere ricoperti da minute papille o avere dei penicilli apicali. Le superfici stigmatiche sono separate.[6]

Frutti. I frutti sono degli acheni con pappo. Gli acheni sono piccoli a forma variabile obovoidale; la superficie può essere ricoperta di tricomi globosi senza cellule basali; il pericarpo può essere percorso longitudinalmente da alcuni fasci vascolari. Il pappo è formato da piccole scaglie connate in un anello a forma di coppa (oppure sono assenti).

## Biologia
Impollinazione: tramite insetti (impollinazione entomogama tramite farfalle diurne e notturne).

Riproduzione: la fecondazione avviene fondamentalmente tramite l'impollinazione dei fiori.

Dispersione: i semi cadono a terra e vengono dispersi soprattutto da insetti come formiche (disseminazione mirmecoria). Un altro tipo di dispersione è zoocoria: gli uncini delle brattee dell'involucro (se presenti) si agganciano ai peli degli animali di passaggio che portano così i semi anche su lunghe distanze. Inoltre per merito del pappo il vento può trasportare i semi anche per alcuni chilometri (disseminazione anemocora).

## Distribuzione e habitat
Le specie di questo genere sono distribuite in Australia.

## Tassonomia
La famiglia di appartenenza di questa voce (Asteraceae o Compositae, nomen conservandum) probabilmente originaria del Sud America, è la più numerosa del mondo vegetale, comprende oltre 23.000 specie distribuite su 1.535 generi, oppure 22.750 specie e 1.530 generi secondo altre fonti (una delle checklist più aggiornata elenca fino a 1.679 generi). La famiglia attualmente (2021) è divisa in 16 sottofamiglie; la sottofamiglia Asteroideae è una di queste e rappresenta l'evoluzione più recente di tutta la famiglia.

### Filogenesi
Il genere di questa voce è descritto nella tribù Gnaphalieae, una delle 21 tribù della sottofamiglia Asteroideae. Da un punto di vista filogenetico, la tribù Gnaphalieae fa parte del supergruppo (o sottofamiglia) "Asteroideae grade"; l'altro è il supergruppo "Non-Asteroideae" contenente il resto delle sottofamiglie delle Asteraceae. All'interno del supergruppo è vicina alle tribù Senecioneae, Calenduleae, Astereae e Anthemideae.
La sottotribù Gnaphaliinae è caratterizzata da portamenti di vario tipo con specie ginomonoiche e monoiche, da foglie con margini interi, da capolini disciformi omogami o eterogami e raramente radiati (o subradiati), dallo stilo con rami troncati e superfici stigmatiche separate apicalmente, da acheni glabri o con tricomi allungati e pappo ridotto.
Il genere  Gnephosis appartiene al gruppo Australasian clade, un gruppo informale monofiletico della sottotribù Gnaphaliinae diviso in quattro sottocladi: Angianthus (specie effimere dell'Australia occidentale), Waitzia (specie perenni dell'Australia orientale), Cassinia (specie con portamento arbustivo) e Euchiton (specie perenni simili a piante lanose e alpine). Il genere di questa voce pur appartenendo al clade Australasian, non è incluso in nessun sottoclade specifico..
I caratteri distintivi del genere  Gnephosis sono:
- i capolini non sono sottesi da un vortice di foglie bratteali;
- le foglie sono ghiandolose.

Il numero cromosomico delle specie di questo genere è: 2n = 12, 24 e 28.

### Elenco delle specie
Questo genere ha 17 specie:
- Gnephosis acicularis Benth.
- Gnephosis angianthoides  (Steetz) Anderb.
- Gnephosis arachnoidea  Turcz.
- Gnephosis brevifolia  Benth.
- Gnephosis cassiniana  P.S.Short
- Gnephosis drummondii  (A.Gray) P.S.Short
- Gnephosis eriocarpa  (F.Muell.) Benth.
- Gnephosis eriocephala  Benth.
- Gnephosis gynotricha  Diels
- Gnephosis macrocephala  Turcz.
- Gnephosis multiflora  (P.S.Short) P.S.Short
- Gnephosis newbeyi  P.S.Short
- Gnephosis setifera  P.S.Short
- Gnephosis tenuissima  Cass.
- Gnephosis tridens  (P.S.Short) P.S.Short
- Gnephosis trifida  (P.S.Short) P.S.Short
- Gnephosis uniflora  (Turcz.) P.S.Short

### Sinonimi
Sono elencati alcuni sinonimi per questa entità:
- Chrysocoryne Endl.
- Crossolepis  Benth.
- Cyathopappus  F.Muell.
- Nematopus  A.Gray
- Pachysurus  Steetz